# Miss USA
Ne doit pas être confondu avec Miss America.
Pour les articles homonymes, voir Miss.
Miss USA est un concours de beauté féminine, qui a lieu chaque année depuis 1952 pour désigner la représentante des États-Unis au concours de Miss Univers. Jusqu'en 2020, l'organisation Miss Univers gérait ce  concours, ainsi que celui de Miss Teen USA. Depuis, il a été repris par Crystle Stewart, Miss USA 2008. En 2023, Crystle Stewart décide de quitter la direction du concours et celui-ci est repris par Laylah Rose.
L'actuelle Miss USA est Alma Cooper du Michigan, qui a été couronnée le 4 août 2024 au Peacock Theater, Hollywood, Californie.

## Historique
Yolande Betbeze, fraîchement élue Miss America en 1951, avait refusé de poser en maillot de bain de son commanditaire principal (Catalina, célèbre marque de maillots de bain). C'est alors que le fabricant de la marque, Pacifique Mills, s'est désengagé de Miss America pour créer de son côté Miss USA et Miss Univers.
L'organisation a longtemps été dirigée par Harold L. Glasser de 1959 à 1984 puis a été reprise en main par le célèbre milliardaire Donald Trump jusqu'en 2015. Aujourd'hui, l'organisation Miss USA est dirigée par Laylah Rose.
Voici les principales chaînes télévisuelles ayant diffusé l'élection : CBS (1960-2002), NBC (2003-2014), FOX (2015-2019), FYI (2020-2022) et The CW (2023).

## Les titres
| Année | Miss USA               | État représenté      | Ville organisatrice          | Classement à Miss Univers (le cas échéant) | Remplaçante de Miss USA |
| ----- | ---------------------- | -------------------- | ---------------------------- | ------------------------------------------ | --- |
| 1952  | Jackie Loughery †      | New York             | Long Beach, Californie       | Demi-finaliste                             | |
| 1953  | Myrna Hansen           | Illinois             | Long Beach, Californie       | 1e dauphine                                | |
| 1954  | Miriam Stevenson       | Caroline du Sud      | Long Beach, Californie       | Gagnante                                   | Pas de remplaçante çar, dans les années 1950, la règle, qui prévoit aujourd'hui qu'en cas de victoire de Miss USA au titre de Miss Univers, sa « dauphine » lui succède comme Miss USA, n'existait pas encore.      |
| 1955  | Carlene King Johnson † | Vermont              | Long Beach, Californie       | Demi-finaliste                             | |
| 1956  | Carol Morris           | Iowa                 | Long Beach, Californie       | Gagnante                                   | Pas de remplaçante car, dans les années 1950, la règle de remplacement n'existait pas encore. |
| 1957  | Mary Leona Gage * †    | Maryland             | Long Beach, Californie       | Disqualifiée                               | Mary Leona Gage a été disqualifiée durant la compétition de Miss Univers alors qu'elle était dans le Top 15. La raison est qu'elle était mariée.                                                                    |
| 1957  | Charlotte Sheffield †  | Utah                 | Long Beach, Californie       |                                            | Remplace Mary Leona Gage après avoir perdu son titre de Miss USA. |
| 1958  | Eurlyne Howell         | Louisiane            | Long Beach, Californie       | 3e dauphine                                | |
| 1959  | Terry Huntingdon       | Californie           | Long Beach, Californie       | 2e dauphine                                | |
| 1960  | Linda Bement †         | Utah                 | Miami Beach, Floride         | Gagnante                                   | Pas de remplaçante car, dans les années 1950, la règle de remplacement n'existait pas encore. |
| 1961  | Sharon Brown           | Louisiane            | Miami Beach, Floride         | 3e dauphine                                | |
| 1962  | Macel Leilani Wilson   | Hawaï                | Miami Beach, Floride         | Demi-finaliste                             | |
| 1963  | Ozers Marite           | Illinois             | Miami Beach, Floride         | Demi-finaliste                             | |
| 1964  | Bobbie Johnson         | Washington D.C.      | Miami Beach, Floride         | Demi-finaliste                             | |
| 1965  | Sue Ann Downey         | Ohio                 | Miami Beach, Floride         | 2e dauphine                                | |
| 1966  | Maria Remenyi          | Californie           | Miami Beach, Floride         | Demi-finaliste                             | |
| 1967  | Sylvia Hitchcock †     | Alabama              | Miami Beach, Floride         | Gagnante                                   | |
| 1967  | Cheryl Patton          | Floride              | Miami Beach, Floride         |                                            | Deuxième dauphine à Miss USA 1967, elle succède à Sylvia Hitchock en tant que Miss USA 1967 quand celle-ci remporte le titre de Miss Univers 1967 et que la première dauphine Susan Ellen Bradley renonce au titre. |
| 1968  | Dorothy Anstett        | Washington           | Miami Beach, Floride         | 4e dauphine                                | |
| 1969  | Wendy Dascomb          | Virginie             | Miami Beach, Floride         | Demi-finaliste                             | |
| 1970  | Deborah Shelton        | Virginie             | Miami Beach, Floride         | 1re dauphine                               | |
| 1971  | Michele McDonald †     | Pennsylvanie         | Miami Beach, Floride         | Demi-finaliste                             | |
| 1972  | Tanya Wilson           | Hawaï                | Dorado, Porto Rico           | Demi-finaliste                             | |
| 1973  | Amanda Jones           | Illinois             | New York, New York           | 1re dauphine                               | |
| 1974  | Karen Morrison         | Illinois             | Niagara Falls, New York      | Demi-finaliste                             | |
| 1975  | Summer Barthélémy      | Californie           | Niagara Falls, New York      | 2e dauphine                                | |
| 1976  | Barbara Peterson       | Minnesota            | Niagara Falls, New York      |                                            | |
| 1977  | Tomes Kimberly         | Texas                | Charleston, Caroline du Sud  | Demi-finaliste                             | |
| 1978  | Judi Anderson          | Hawaï                | Charleston, Caroline du Sud  | 1re dauphine                               | |
| 1979  | Marie-Thérèse Friel    | New York             | Biloxi, Mississippi          | Demi-finaliste                             | |
| 1980  | Shawn Weatherly        | Caroline du Sud      | Biloxi, Mississippi          | Gagnante                                   | |
| 1980  | Jineane Ford           | Arizona              | Biloxi, Mississippi          |                                            | Remplace Shawn Weatherly élue Miss USA 1980 après que cette dernière remporte Miss Univers 1980. |
| 1981  | Kim Seelbrede          | Ohio                 | Biloxi, Mississippi          | Demi-finaliste                             | |
| 1982  | Terri Utley            | Arkansas             | Biloxi, Mississippi          | 4e dauphine                                | |
| 1983  | Julie Hayek            | Californie           | Knoxville, Tennessee         | 1re dauphine                               | |
| 1984  | Mai Shanley            | Nouveau-Mexique      | Lakeland, Floride            | Demi-finaliste                             | |
| 1985  | Laura Martinez-Hareng  | Texas                | Lakeland, Floride            | Demi-finaliste                             | |
| 1986  | Christy Fichtner       | Texas                | Miami, Floride               | Première dauphine                          | |
| 1987  | Michelle Royer         | Texas                | Albuquerque, Nouveau-Mexique | Deuxième dauphine                          | |
| 1988  | Courtney Gibbs         | Texas                | El Paso, Texas               | Top 10 Demi-finaliste                      | |
| 1989  | Gretchen Polhemus      | Texas                | Mobile, Alabama              | 2e dauphine                                | |
| 1990  | Carole Gist            | Michigan             | Wichita, Kansas              | 1re dauphine                               | |
| 1991  | Kelli McCarty          | Kansas               | Wichita, Kansas              | Top 6 Finaliste                            | |
| 1992  | Shannon Marketic       | Californie           | Wichita, Kansas              | Top 10 Demi-finaliste                      | |
| 1993  | Kenya Moore            | Michigan             | Wichita, Kansas              | Top 6 Finaliste                            | |
| 1994  | Lu Parker              | Caroline du Sud      | South Padre Island, Texas    | Top 6 Finaliste                            | |
| 1995  | Chelsi Smith †         | Texas                | South Padre Island, Texas    | Gagnante                                   | |
| 1995  | Shanna Moakler         | New York             | South Padre Island, Texas    |                                            | Remplace Chelsi Smith en tant que Miss USA 1995 après que cette dernière remporte Miss Univers 1995. Playmate de Playboy, Miss Décembre 2001                                                                        |
| 1996  | Ali Landry             | Louisiane            | South Padre Island, Texas    | Top 6 Finaliste                            | |
| 1997  | Brook Mahealani Lee    | Hawaï                | Shreveport Louisiane         | Gagnante                                   | |
| 1997  | Brandi Sherwood        | Idaho                | Shreveport Louisiane         |                                            | Remplace Brook Mahealani Lee en tant que Miss USA 1997 après que cette dernière remporte Miss Univers 1997. |
| 1998  | Shawnae Jebbia         | Massachusetts        | Shreveport Louisiane         | Top 5 Finaliste                            | |
| 1999  | Kimberly Pressler      | New York             | Branson Missouri             |                                            | |
| 2000  | Lynnette Cole          | Tennessee            | Branson Missouri             | Top 5 Finaliste                            | |
| 2001  | Kandace Krueger        | Texas                | Gary Indiana                 | 2e dauphine                                | |
| 2002  | Shauntay Hinton        | District de Columbia | Gary Indiana                 |                                            | |
| 2003  | Susie Castillo         | Massachusetts        | San Antonio Texas            | Top 15 Demi-finaliste                      | |
| 2004  | Shandi Finnessey       | Missouri             | Los Angeles Californie       | 1re dauphine                               | |
| 2005  | Chelsea Cooley         | Caroline du Nord     | Baltimore Maryland           | Top 10 Finaliste                           | |
| 2006  | Tara Conner            | Kentucky             | Baltimore Maryland           | 4e dauphine                                | |
| 2007  | Rachel Smith           | Tennessee            | Los Angeles Californie       | 4e dauphine                                | |
| 2008  | Crystle Stewart        | Texas                | Las Vegas, Nevada            | Top 10                                     | |
| 2009  | Kristen Dalton         | Caroline du Nord     | Las Vegas, Nevada            | Top 10                                     | |
| 2010  | Rima Fakih             | Michigan             | Las Vegas, Nevada            |                                            | |
| 2011  | Alyssa Campanella      | Californie           | Las Vegas, Nevada            | Top 15                                     | |
| 2012  | Olivia Culpo           | Rhode Island         | Las Vegas, Nevada            | Gagnante                                   | |
| 2012  | Nana Meriwether        | Maryland             | Las Vegas, Nevada            |                                            | Remplace Olivia Culpo en tant que Miss USA 2012 après que cette dernière remporte Miss Univers 2012. |
| 2013  | Erin Brady             | Connecticut          | Las Vegas, Nevada            | Top 10                                     | |
| 2014  | Nia Sanchez            | Nevada               | Baton Rouge Louisiane        | 1re dauphine                               | |
| 2015  | Olivia Jordan          | Oklahoma             | Baton Rouge Louisiane        | 2e dauphine                                | |
| 2016  | Deshauna Barber        | Washington D.C.      | Las Vegas, Nevada            | Top 10                                     | |
| 2017  | Kára McCullough        | Washington D.C.      | Las Vegas, Nevada            | Top 10                                     | |
| 2018  | Sarah Rose Summers     | Nebraska             | Shreveport, Louisiane        | Top 20                                     | |
| 2019  | Cheslie Kryst †        | Caroline du Nord     | Reno, Nevada                 | Top 10                                     | |
| 2020  | Asya Branch            | Mississippi          | Memphis, Tennessee           | Top 21                                     | |
| 2021  | Elle Smith             | Kentucky             | Tulsa, Oklahoma              | Top 10                                     | |
| 2022  | R'Bonney Gabriel       | Texas                | Reno, Nevada                 | Gagnante                                   | |
| 2022  | Morgan Romano          | Caroline du Nord     | Reno, Nevada                 |                                            | Remplace R'Bonney Gabriel en tant que Miss USA 2022 après que cette dernière remporte Miss Univers 2022. |
| 2023  | Noella Voigt           | Utah                 | Reno, Nevada                 | top 20                                     | Démissionne en mai 2024, pour sa santé mentale |
| 2023  | Savannah Gankiewicz    | Hawaï                | Reno, Nevada                 |                                            | Remplace Noelia Voigt en tant que Miss USA 2023 après que cette dernière démissionne de son titre en mai 2024. |
| 2024  | Alma Cooper            | Michigan             | Los Angeles Californie       |                                            | |

## Galerie

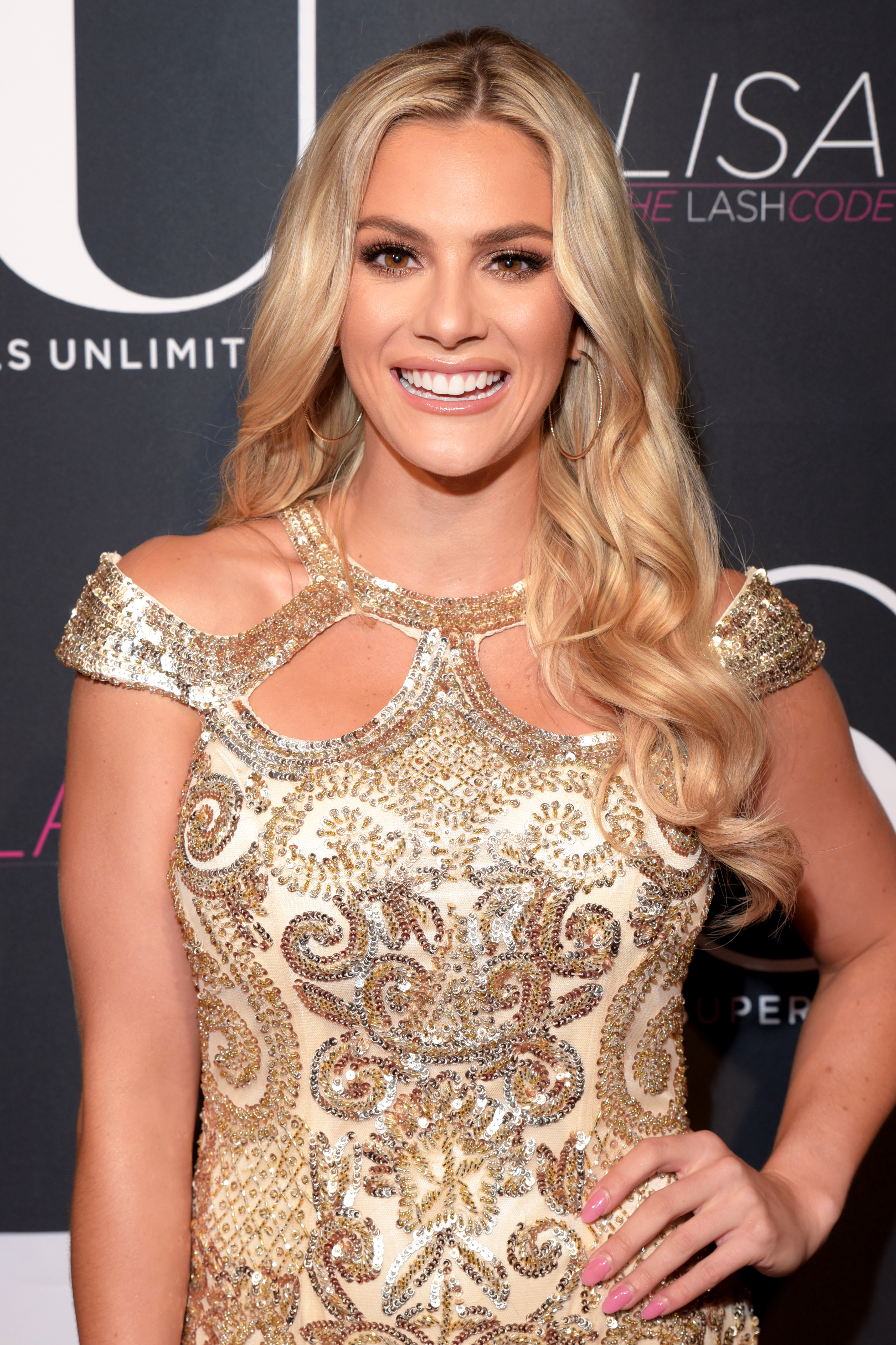
Miss USA 2018 Sarah Rose Summers, Nebraska
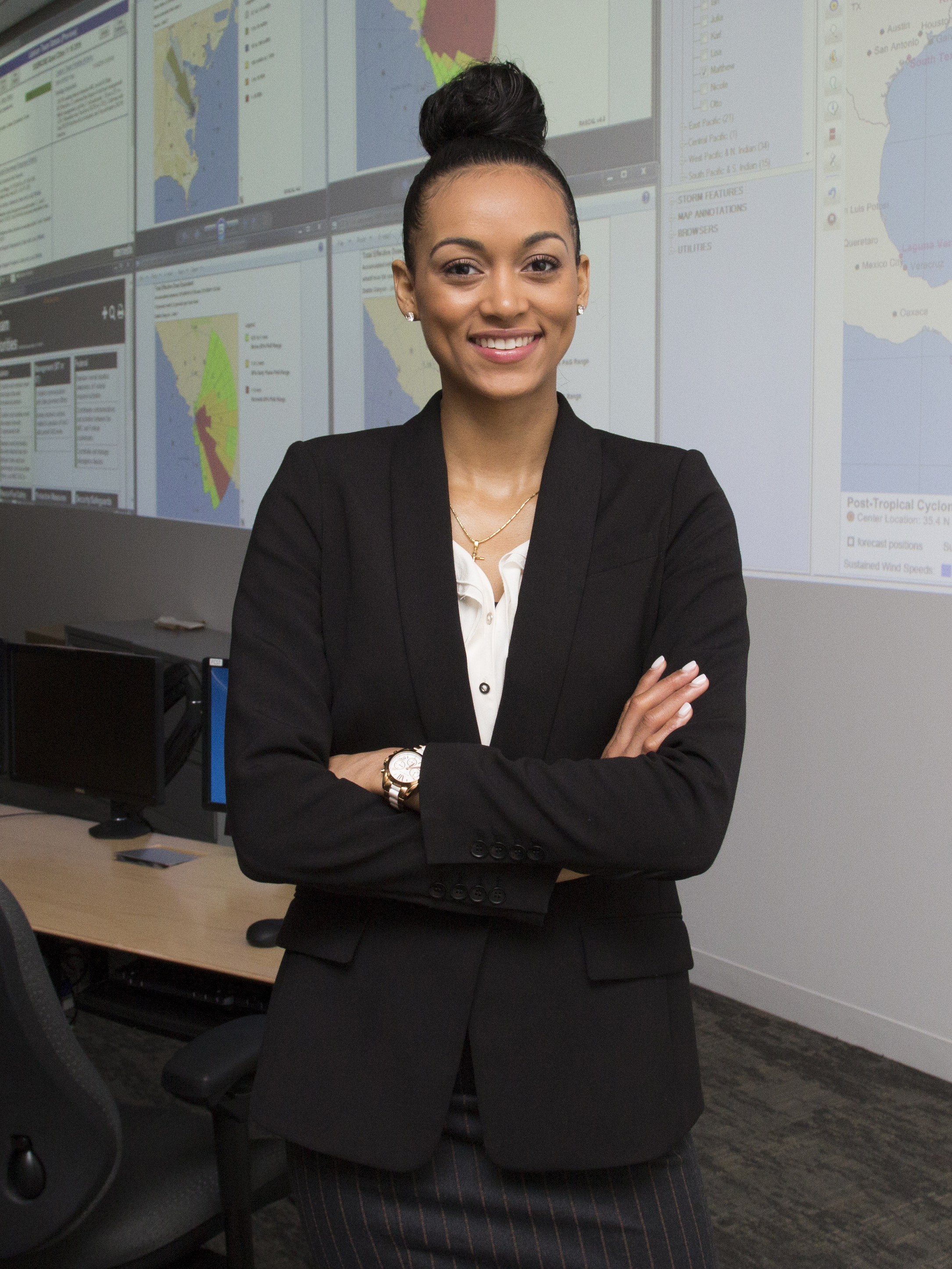
Miss USA 2017 Kára McCullough, District de Columbia
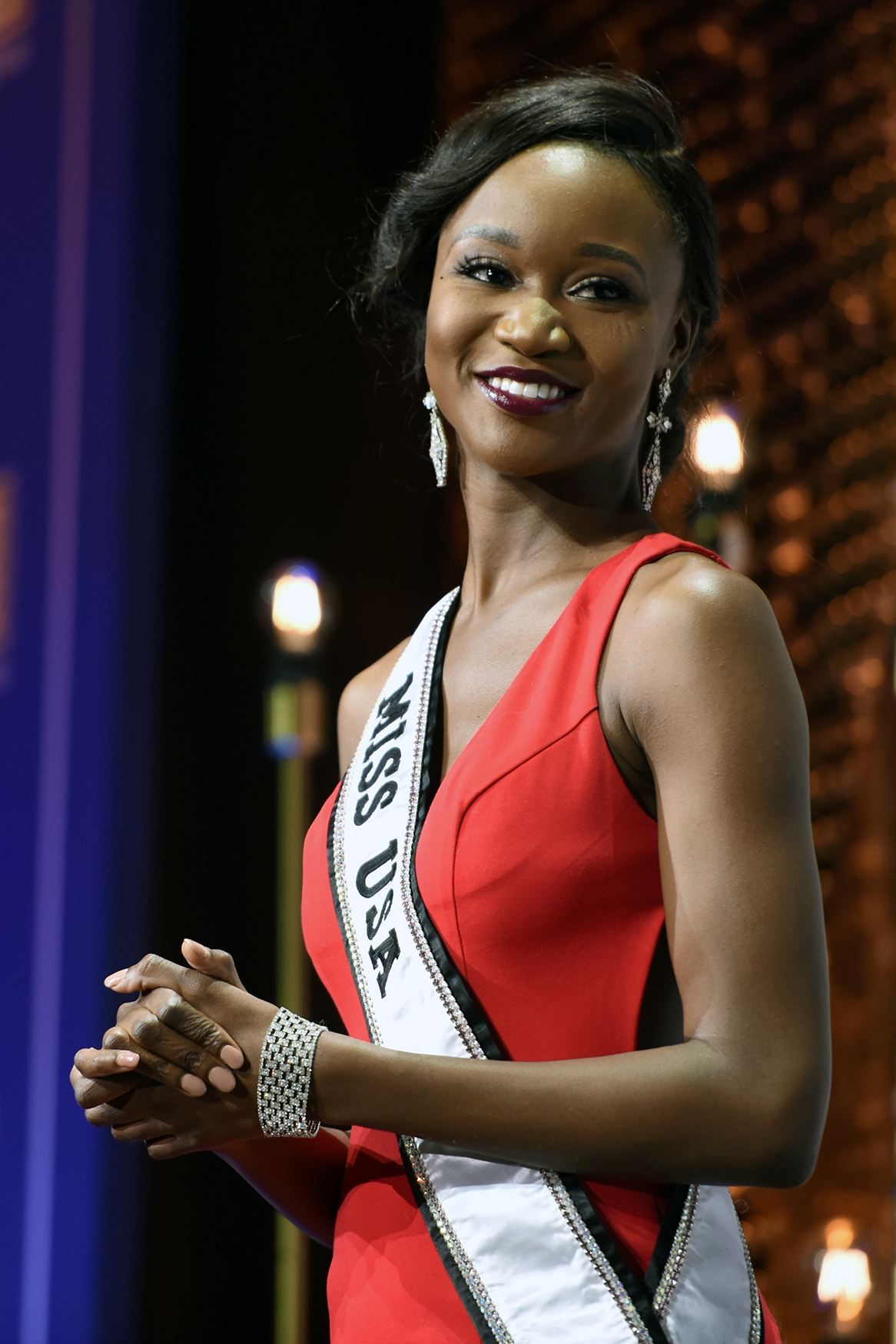
Miss USA 2016 Deshauna Barber, District de Columbia
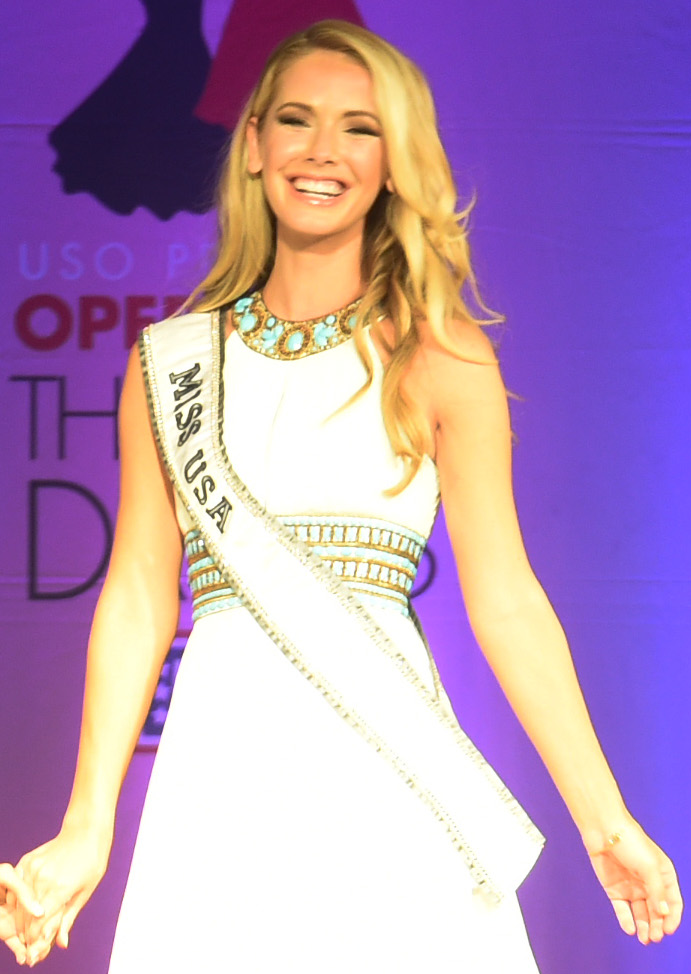
Miss USA 2015 Olivia Jordan, Oklahoma
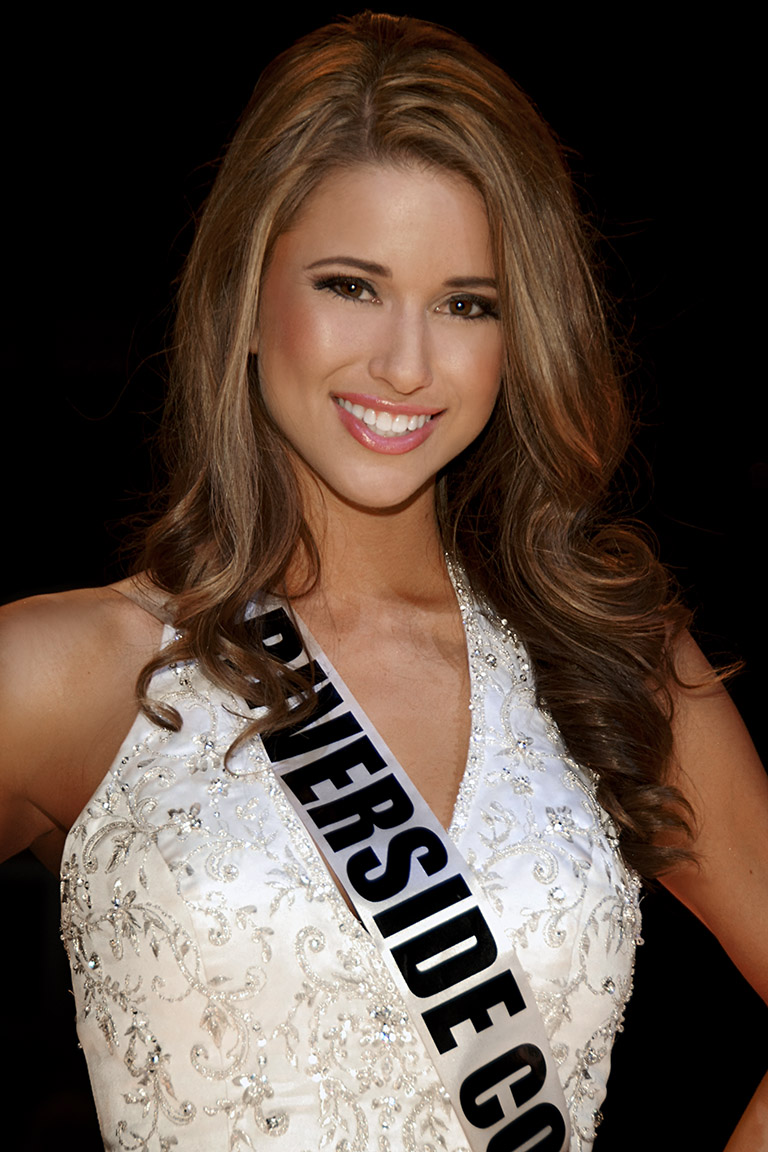
Miss USA 2014 Nia Sanchez, Nevada
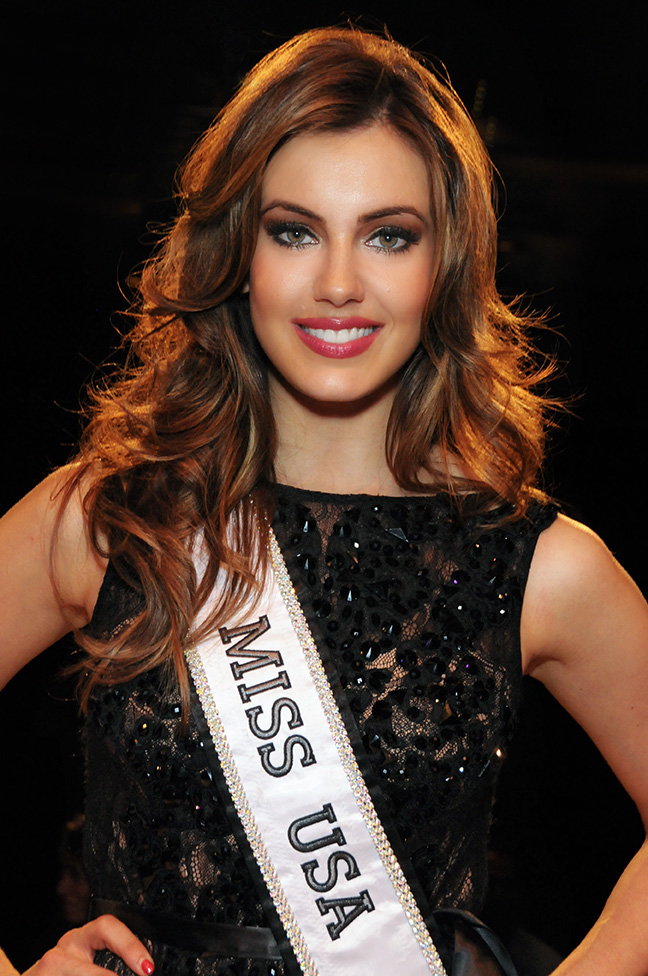
Miss USA 2013 Erin  Brady, Connecticut
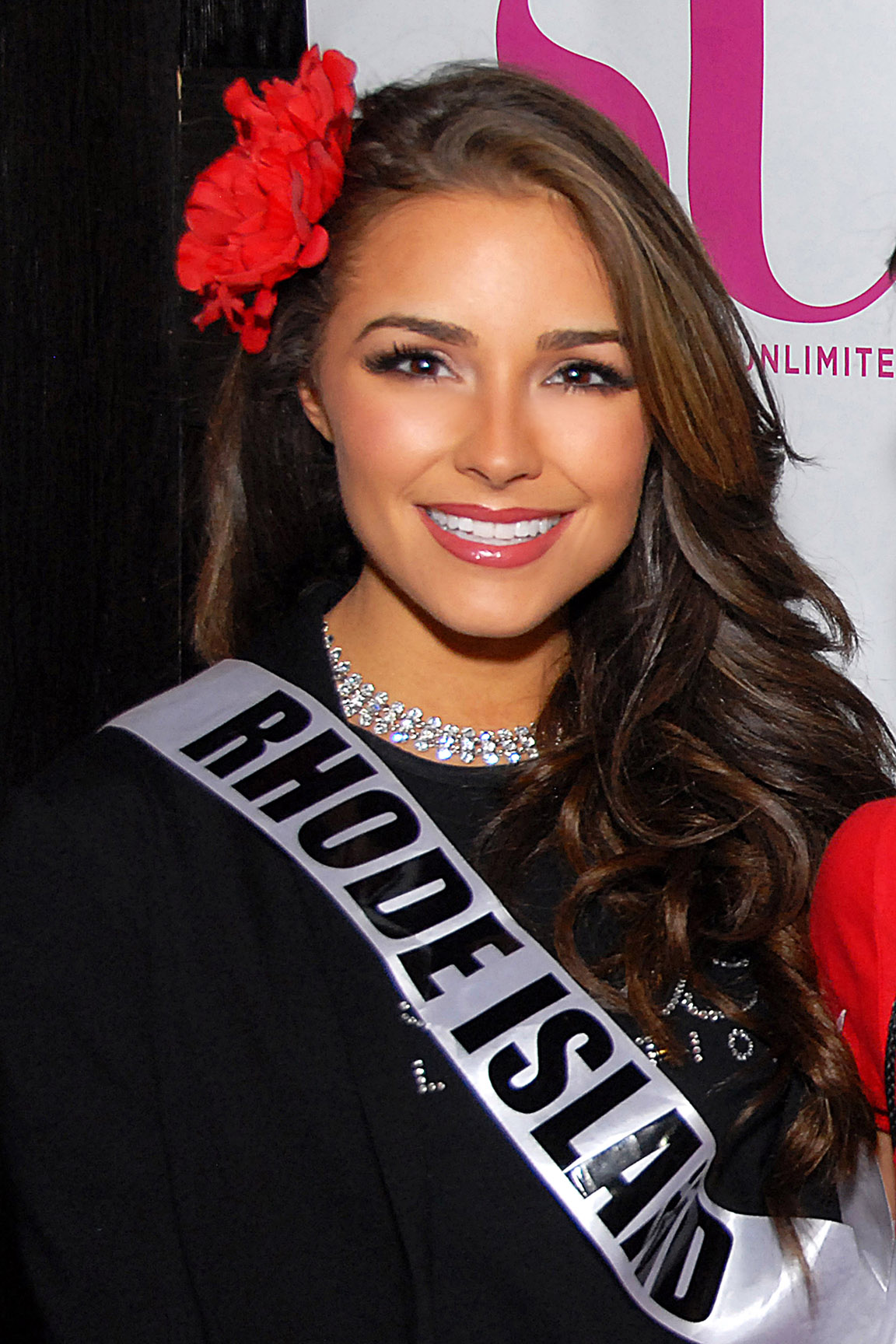
Miss Univers 2012 Olivia Culpo, Rhode Island
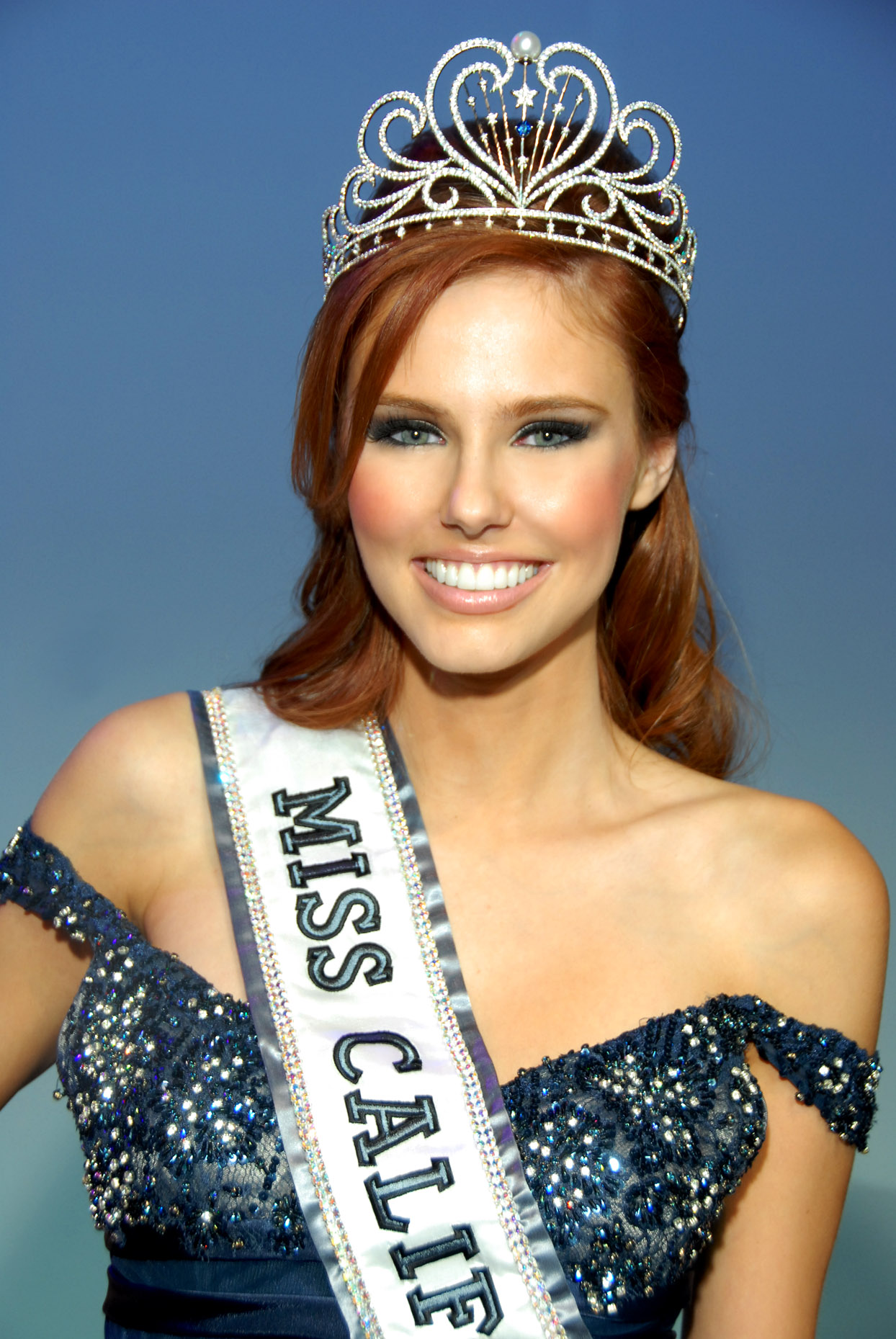
Miss USA 2011 Alyssa Campanella, Californie
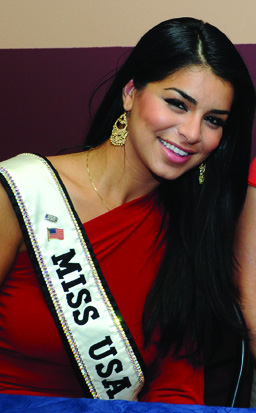
Miss USA 2010 Rima Fakih, Michigan
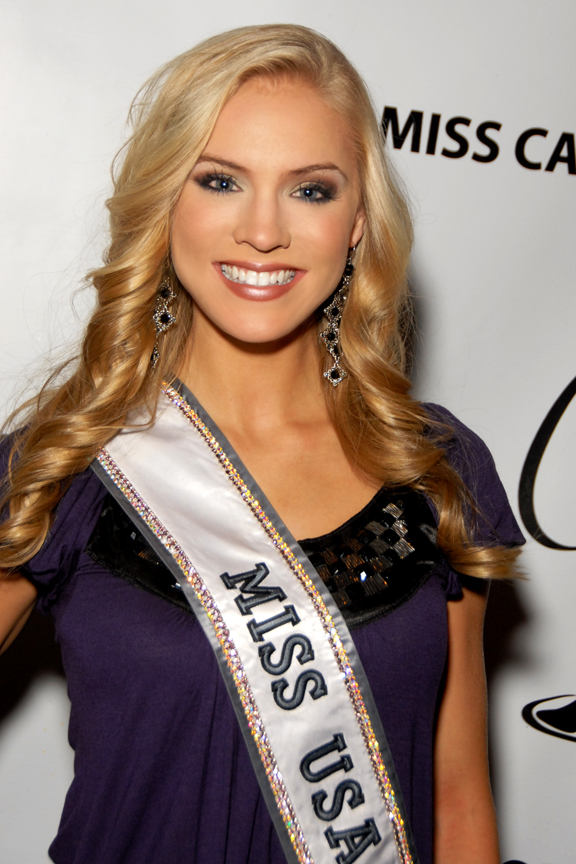
Miss USA 2009 Kristen Dalton, Caroline du Nord
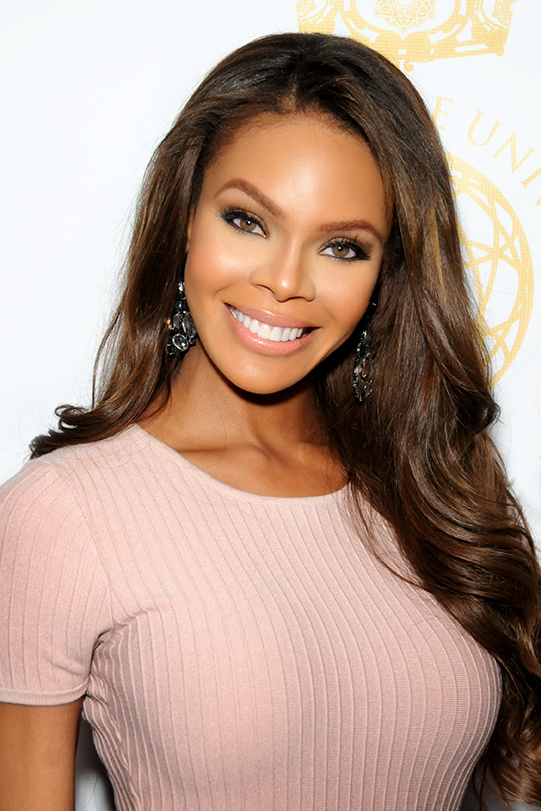
Miss USA 2008 Crystle Stewart, Texas
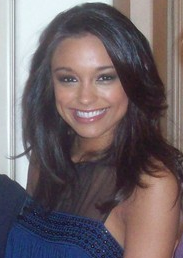
Miss USA 2007 Rachel Smith, Tennessee
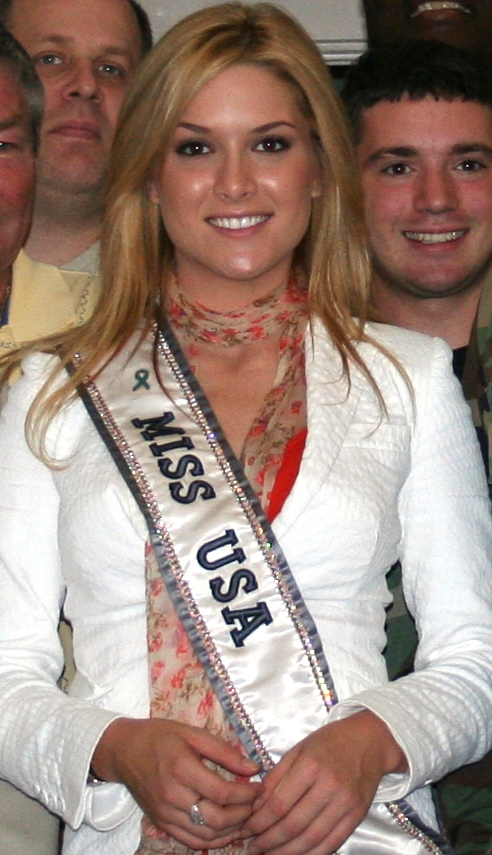
Miss USA 2006 Tara Conner, Kentucky
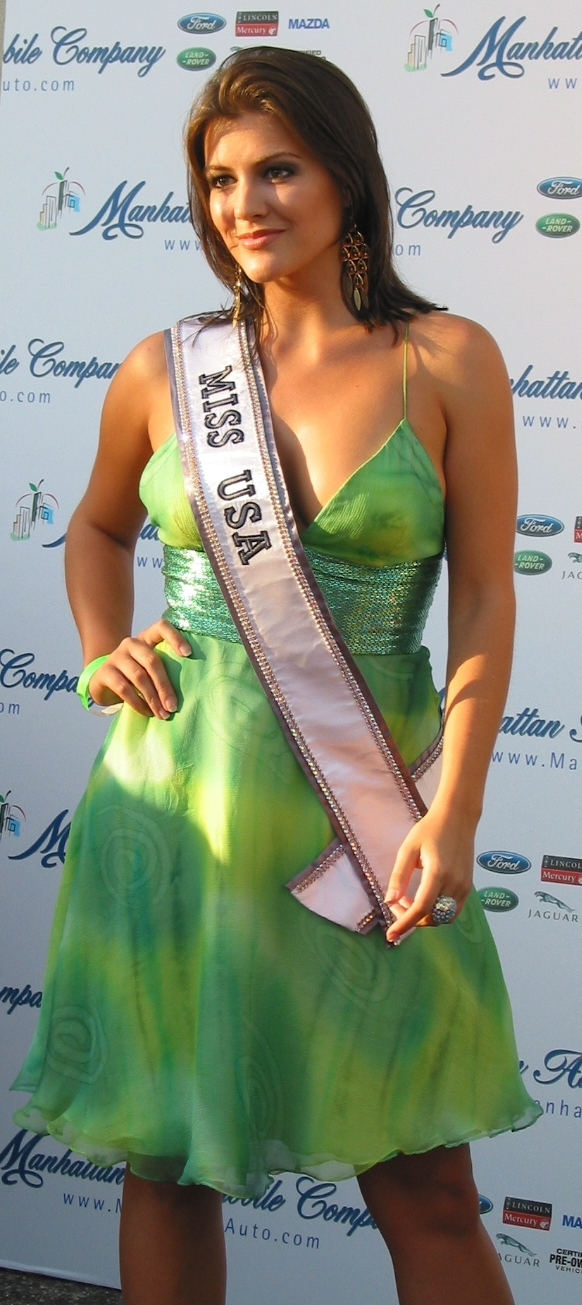
Miss USA 2005 Chelsea Cooley, Caroline du Nord
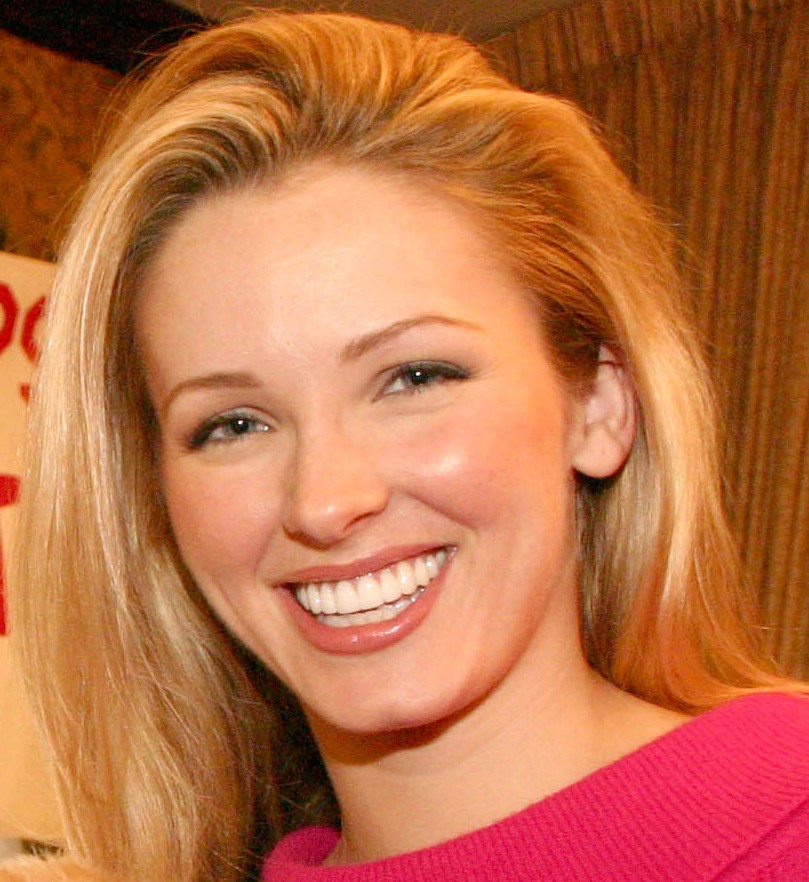
Miss USA 2004 Shandi Finnessey, Missouri
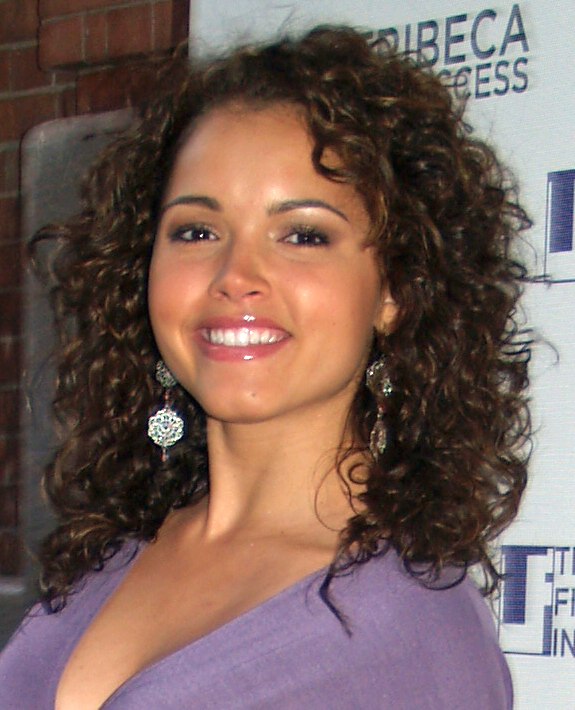
Miss USA 2003 Susie Castillo, Massachusetts
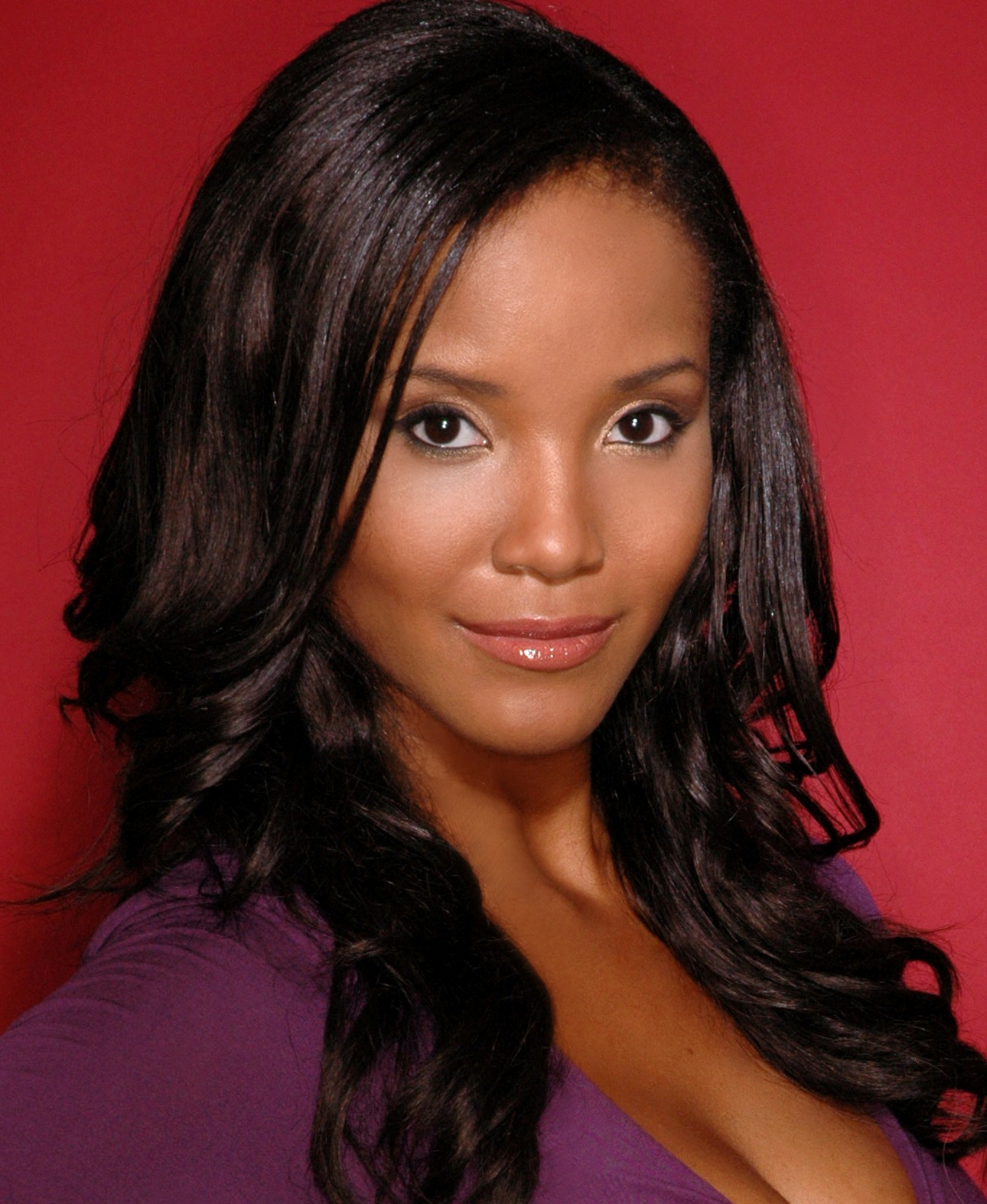
Miss USA 2002 Shauntay Hinton, District de Columbia
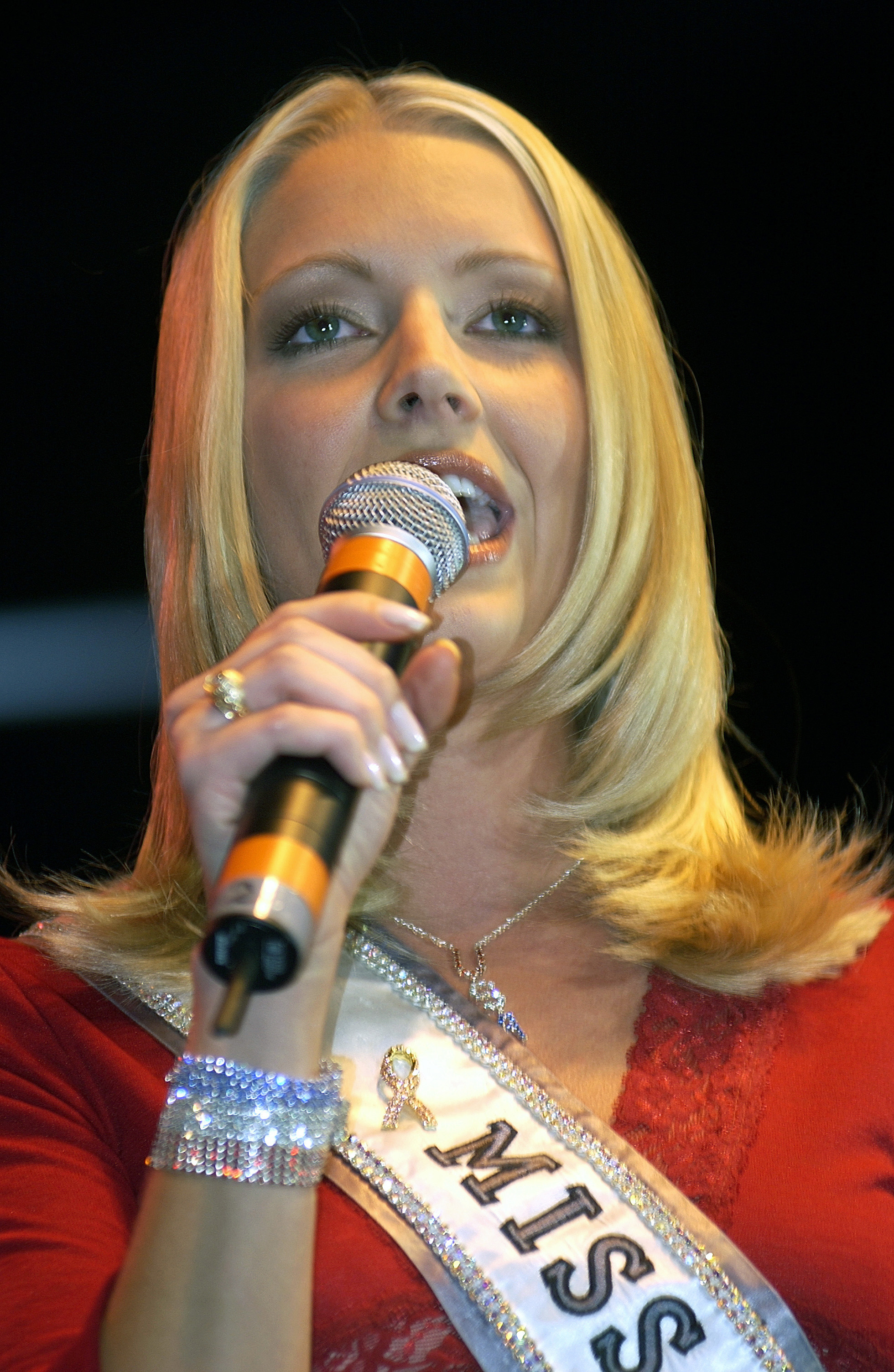
Miss USA 2001 Kandace Krueger, Texas
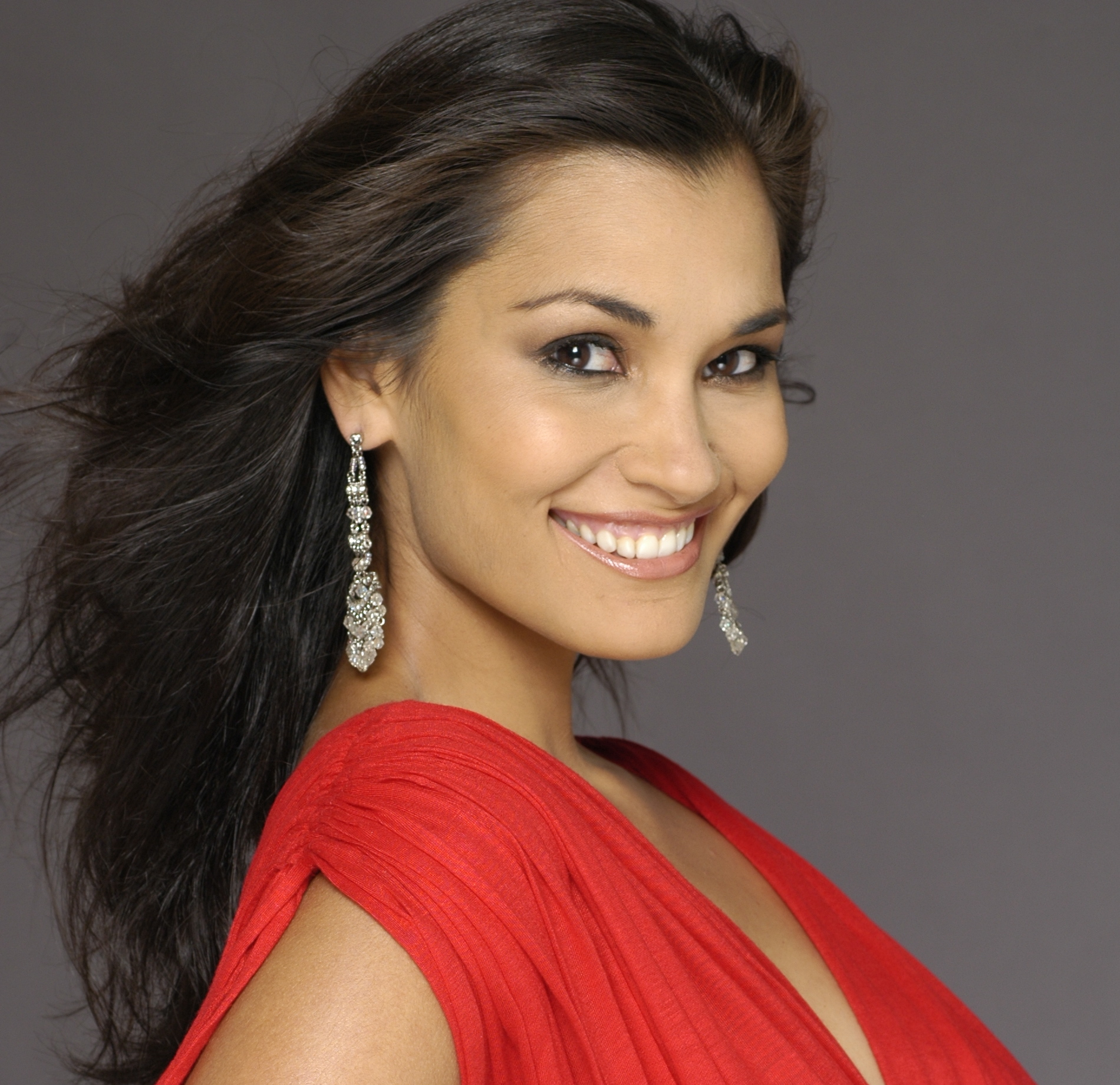
Miss Universe 1997 Brook Lee, Hawaï
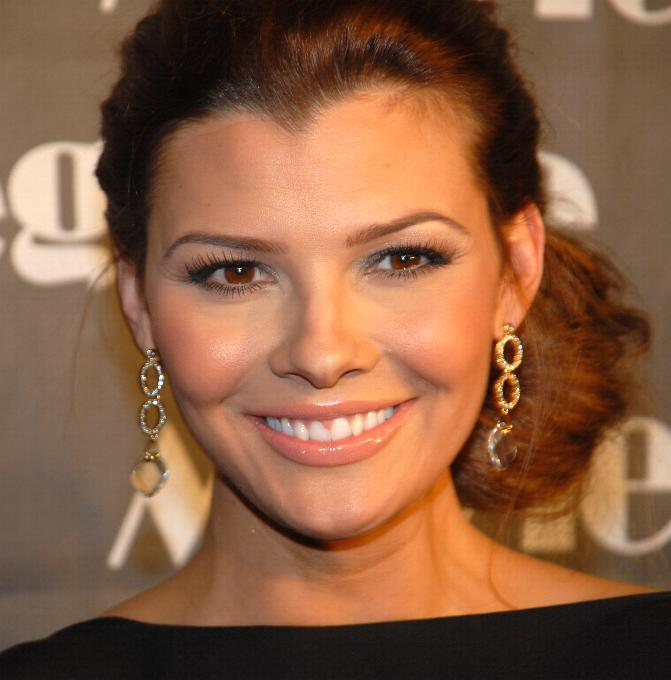
Miss USA 1996 Ali Landry, Louisiane
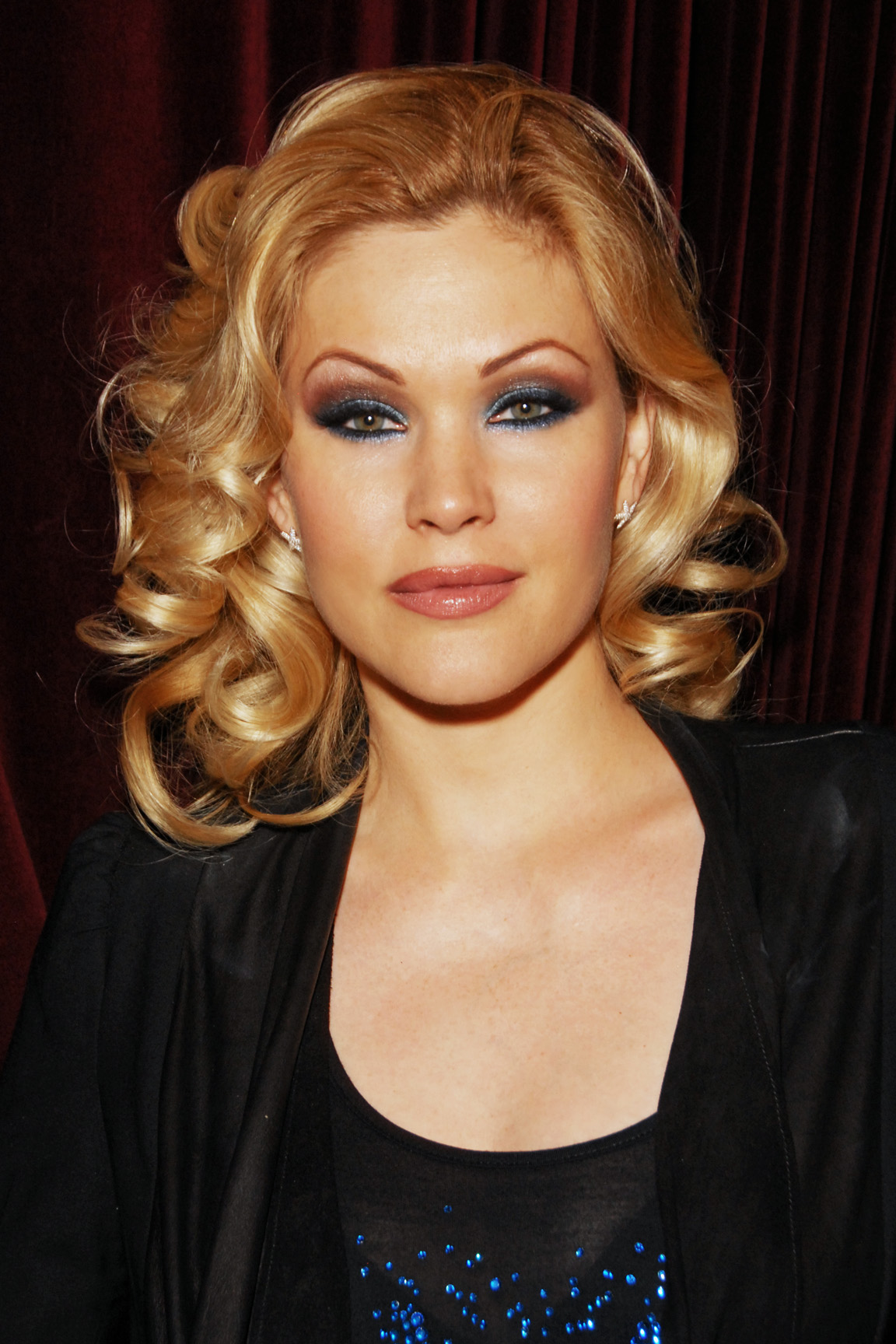
Miss Univers 1995 Shanna Moakler, New York
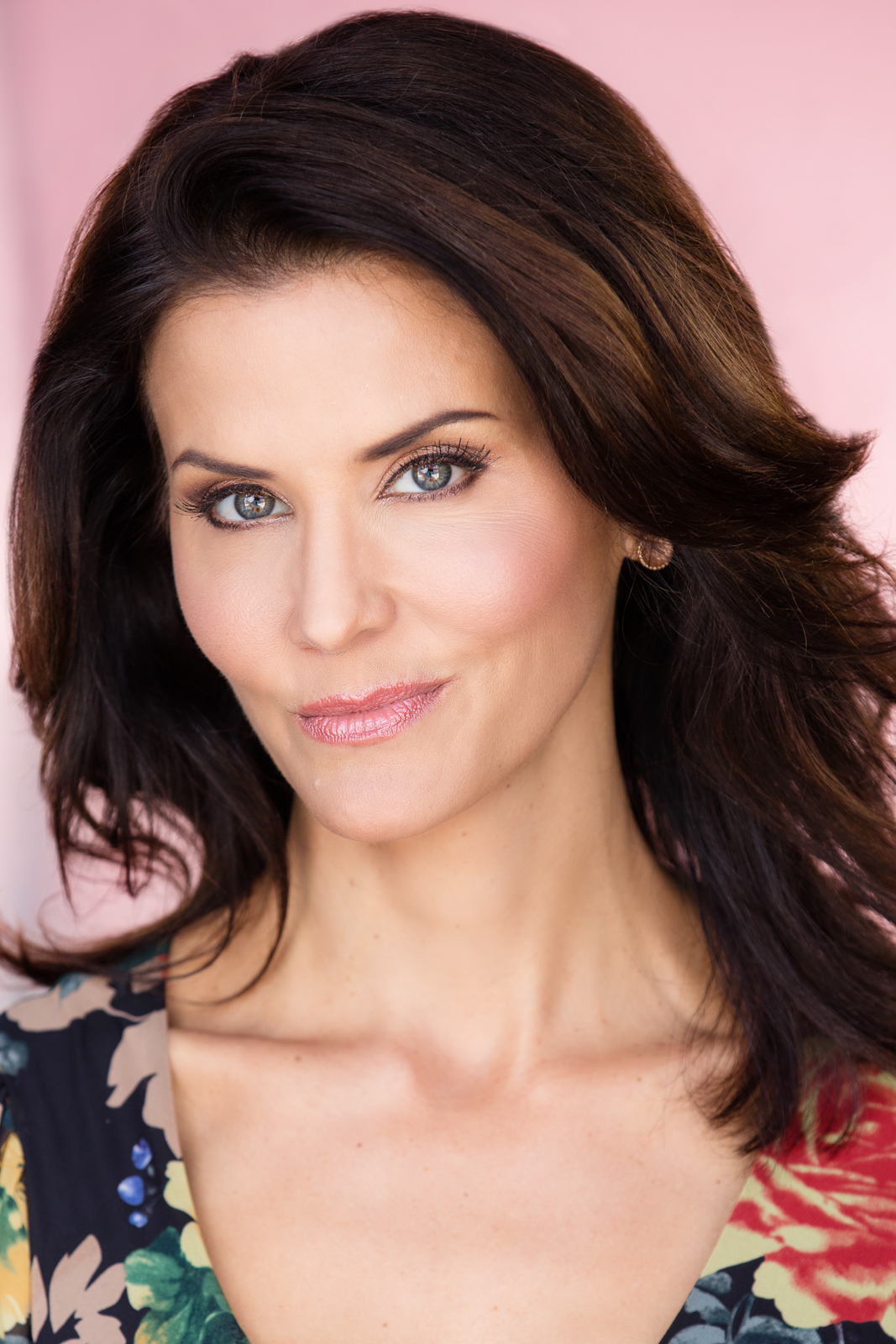
Miss USA 1994 Lu Parker, Caroline du Sud
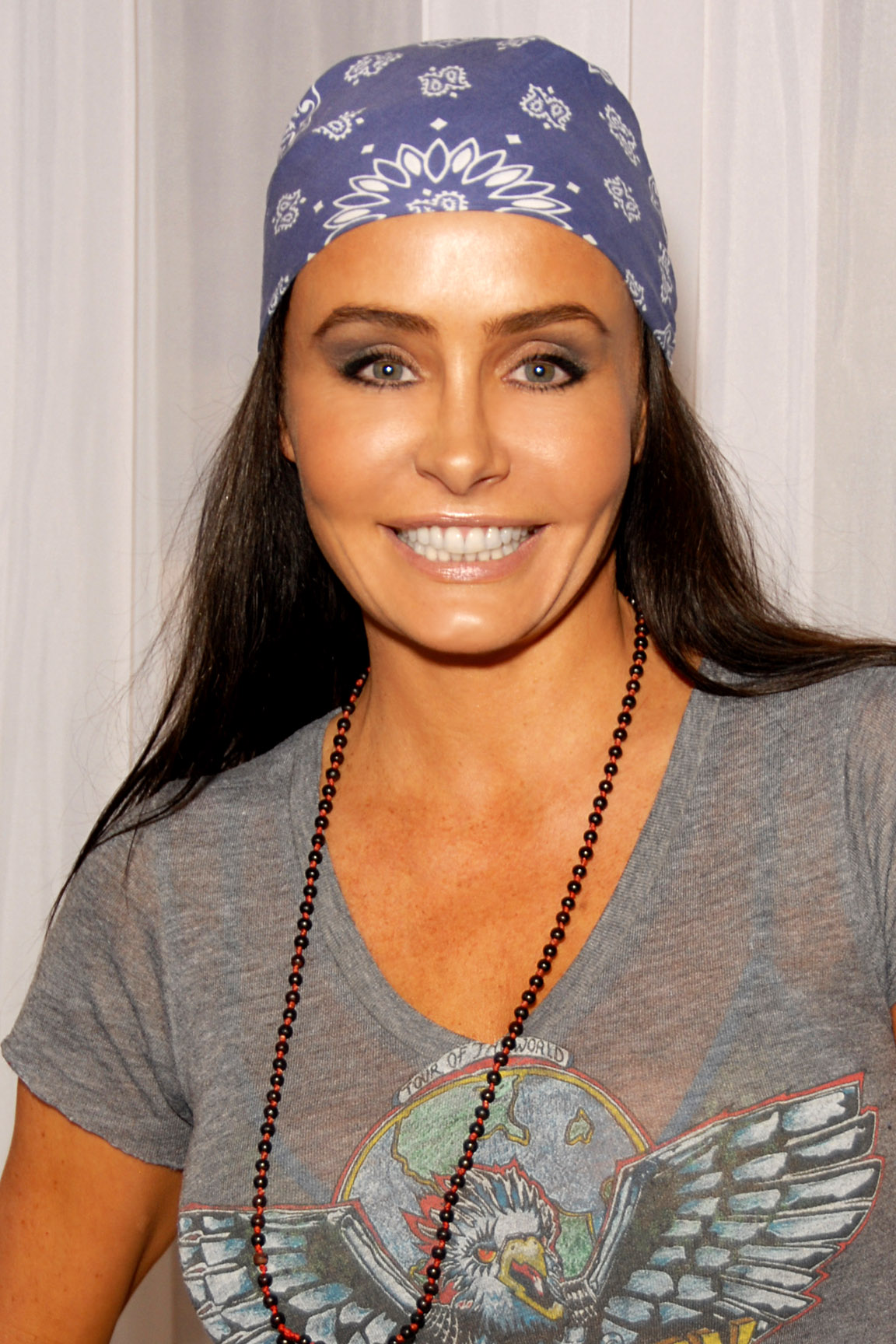
Miss USA 1991 Kelli McCarty, Kansas
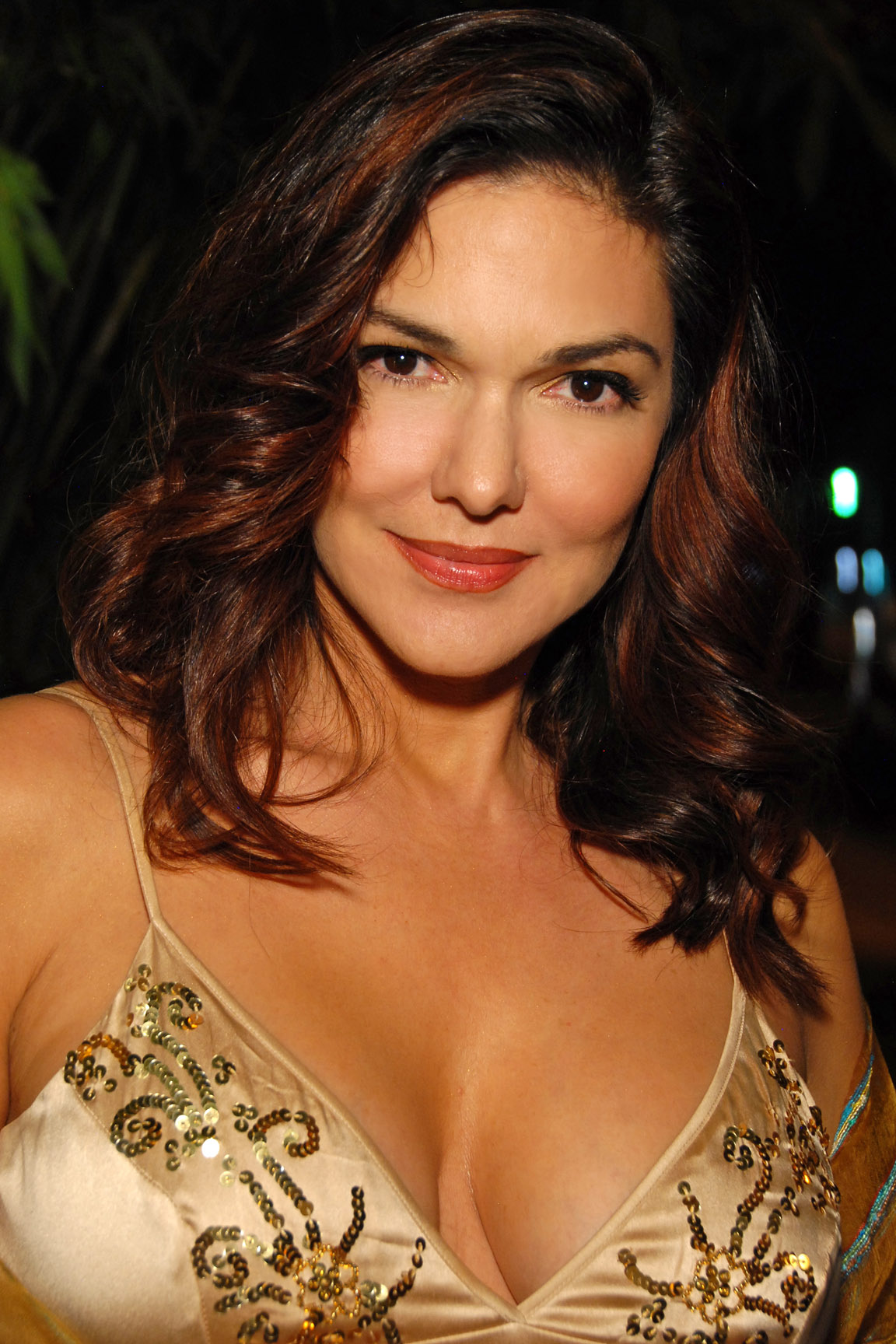
Miss USA 1985 Laura Harring, Texas
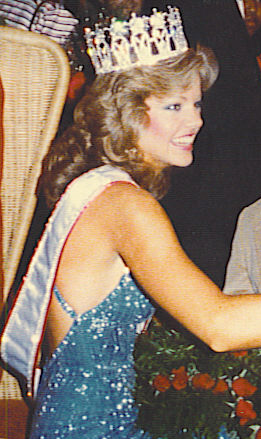
Miss USA 1983 Julie Hayek, Californie
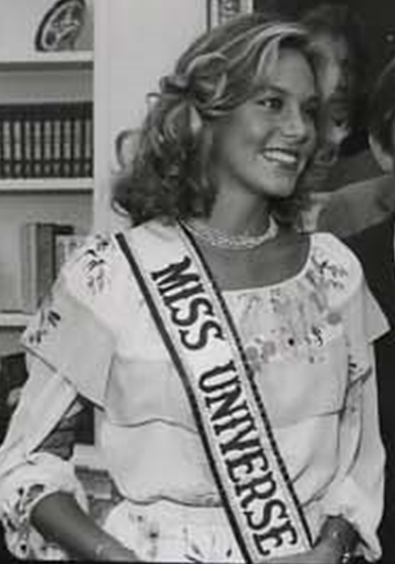
Miss Univers 1980 Shawn Weatherly, Caroline du Sud
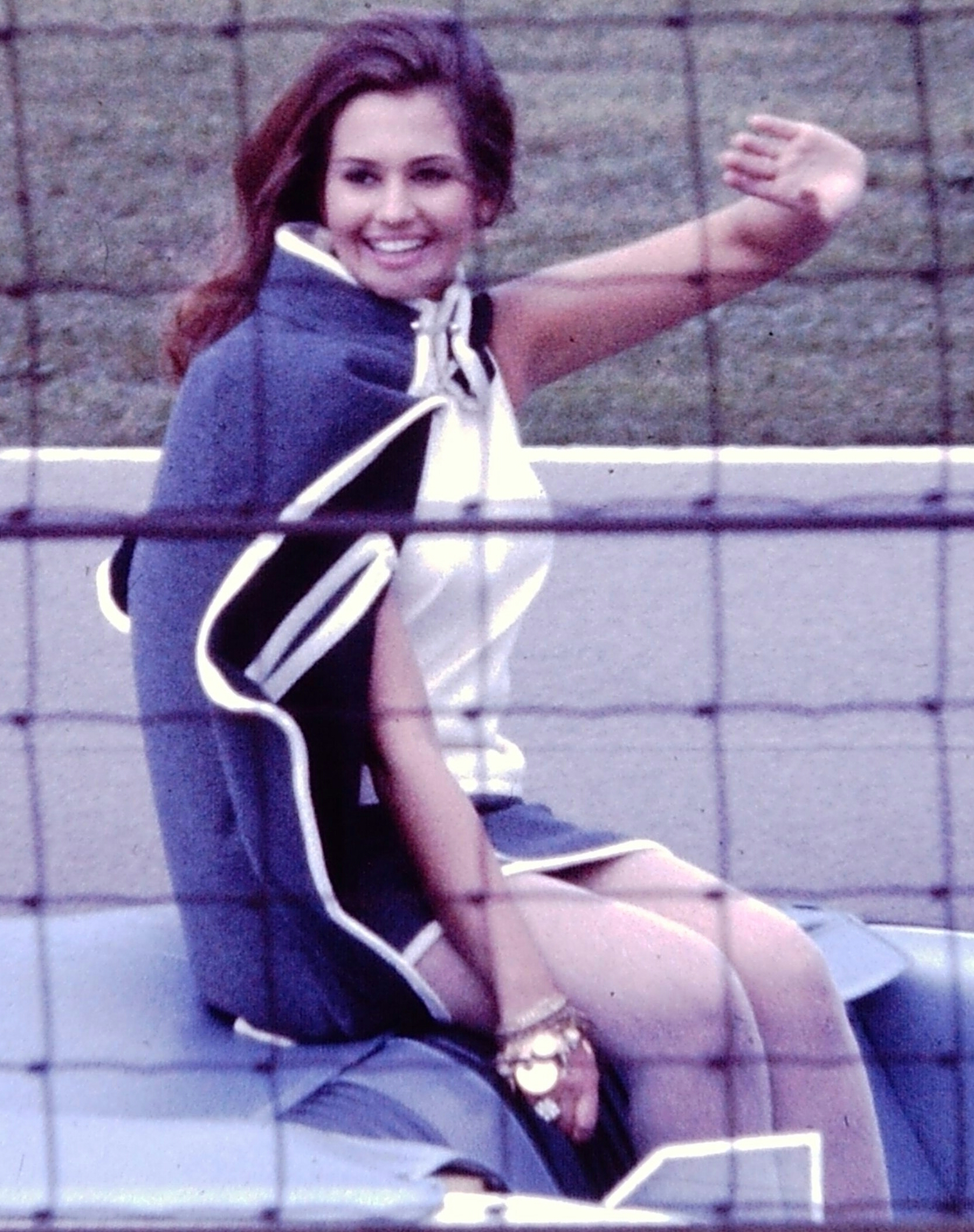
Miss Univers 1968 Sylvia Hitchcock, Alabama
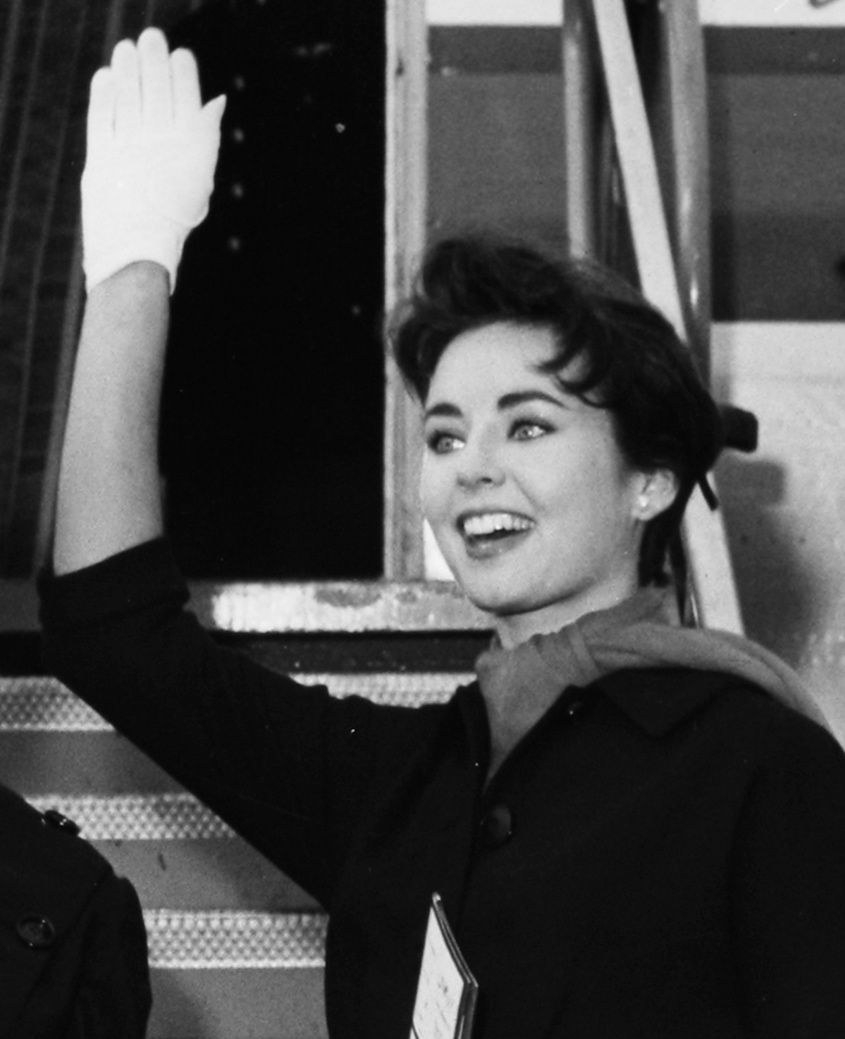
Miss Univers 1956 Carol Morris, Iowa

### Palmarès par État
| Représentation   | Titre | Année                                                      |
| ---------------- | ----- | ---------------------------------------------------------- |
| Texas            | 10    | 1977, 1985, 1986, 1987, 1988, 1989, 1995, 2001, 2008, 2022 |
| Californie       | 6     | 1959, 1966, 1975, 1983, 1992, 2011                         |
| Hawaï            | 5     | 1962, 1972, 1978, 1997, 2023                               |
| Illinois         | 4     | 1953, 1963, 1973, 1974                                     |
| New York         | 4     | 1952, 1979, 1995, 1999                                     |
| Washington D.C.  | 4     | 1964, 2002, 2016, 2017                                     |
| Caroline du Nord | 4     | 2005, 2009, 2019, 2022                                     |
| Michigan         | 4     | 1990, 1993, 2010, 2024                                     |
| Caroline du Sud  | 3     | 1954, 1980, 1994                                           |
| Louisiane        | 3     | 1958, 1961, 1996                                           |
| Utah             | 3     | 1957, 1960, 2023                                           |
| Virginie         | 2     | 1969, 1970                                                 |
| Ohio             | 2     | 1965, 1981                                                 |
| Massachusetts    | 2     | 1998, 2003                                                 |
| Tennessee        | 2     | 2000, 2007                                                 |
| Maryland         | 2     | 1957 (Destituée), 2012                                     |
| Kentucky         | 2     | 2006, 2021                                                 |
| Vermont          | 1     | 1955                                                       |
| Iowa             | 1     | 1956                                                       |
| Alabama          | 1     | 1967                                                       |
| Floride          | 1     | 1967                                                       |
| Washington       | 1     | 1968                                                       |
| Pennsylvanie     | 1     | 1971                                                       |
| Minnesota        | 1     | 1976                                                       |
| Arizona          | 1     | 1980                                                       |
| Arkansas         | 1     | 1982                                                       |
| Nouveau-Mexique  | 1     | 1984                                                       |
| Kansas           | 1     | 1991                                                       |
| Idaho            | 1     | 1997                                                       |
| Missouri         | 1     | 2004                                                       |
| Rhode Island     | 1     | 2012                                                       |
| Connecticut      | 1     | 2013                                                       |
| Nevada           | 1     | 2014                                                       |
| Oklahoma         | 1     | 2015                                                       |
| Nebraska         | 1     | 2018                                                       |
| Mississippi      | 1     | 2020                                                       |

- Miss USA gagnante de Miss Univers

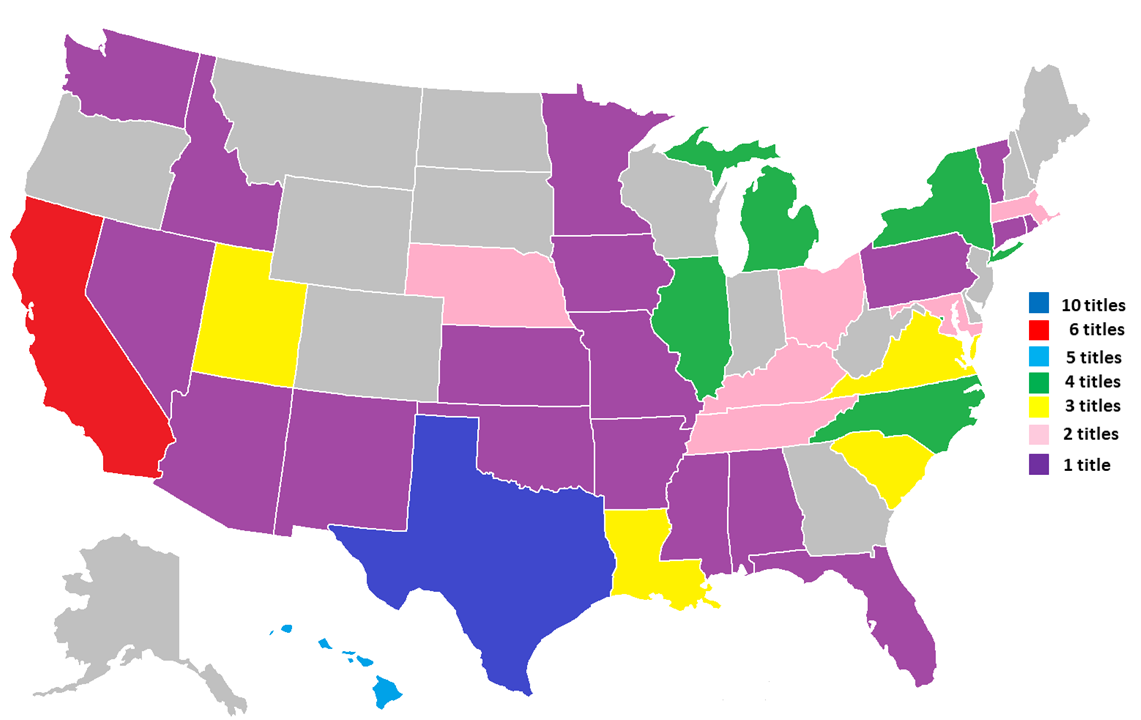
Carte du nombre d'États qui se sont classés à Miss USA depuis 1952.

- Remplacement de la gagnante de Miss Univers

### État n’ayant pas encore remporté le titre de Miss USA
- Alaska
- Colorado
- Dakota du Nord
- Dakota du Sud
- Delaware
- Géorgie
- Indiana
- Maine
- Montana
- New Hampshire
- New Jersey
- Oregon
- Virginie-Occidentale
- Wisconsin
- Wyoming